# Grand Prix de Denain 2000
Il Grand Prix de Denain 2000, quarantaduesima edizione della corsa e valida come evento UCI categoria 1.2, si svolse il 20 aprile 2000 su un percorso totale di circa 196,2 km. Fu vinto dall'italiano Endrio Leoni che terminò la gara in 4h28'20", alla media di 43,871 km/h.
Partenza da Raismes con 173 ciclisti, dei quali 113 portarono a termine il percorso.

## Ordine d'arrivo (Top 10)
| Pos. | Corridore        | Squadra         | Tempo    |
| ---- | ---------------- | --------------- | -------- |
| 1    | Endrio Leoni     | Alessio         | 4h28'20" |
| 2    | Thor Hushovd     | Crédit Agricole | s.t.     |
| 3    | Leonadro Guidi   | F. des Jeux     | s.t.     |
| 4    | Jo Planckaert    | Cofidis         | s.t.     |
| 5    | Lars Michaelsen  | F. des Jeux     | s.t.     |
| 6    | Marcel Wüst      | Festina         | s.t.     |
| 7    | Ludovic Capelle  | Ville Charleroi | s.t.     |
| 8    | Martin van Steen | Farm Frites     | s.t.     |
| 9    | Jan Kirsipuu     | AG2R Prév.      | s.t.     |
| 10   | Nico Eeckhout    | Palmans         | s.t.     |